# 7 días al desnudo
7 días al desnudo es una serie de televisión producida por Videomedia y emitida por la cadena de televisión española Cuatro. Se estrenó el 22 de diciembre de 2005 y fue cancelada en febrero de 2006 debido a su escasa audiencia.
La serie fue una comedia con carácter de crítica al periodismo sensacionalista español.

## Argumento
La historia toma como protagonistas a un matrimonio de periodistas, Marta (María Botto) y Miguel (Javier Veiga), que a pesar de tener distintos conceptos de su profesión -ella desde un perfil informativo y él desde el sensacionalismo- conviven felices y pueden aparcar sus diferencias.
Sin embargo, todo cambia cuando el medio de comunicación donde trabajan, la revista de actualidad "7 días", ficha a Miguel como director en detrimento de Marta, y éste decide dar un vuelco a la línea editorial para realizar un trabajo más frívolo y que sea capaz de vender más ejemplares. Todo ello afecta no solo a la pareja, sino al resto de la plantilla que actuará de un modo u otro.

## Reparto
- Javier Veiga (Miguel Cimadevilla)
- Iñaki Miramón (Andrés Buenaventura)
- María Botto (Marta Castillo)
- Laura Pamplona (Julia Bartolomé)
- Juan Fernández (Gus Marina)
- Rosa Boladeras (Inés)
- David Bages (Santi)
- Patricia Conde (Sonsoles)
- Aída de la Cruz (Roxana)

## Audiencias

### 1.ª temporada
- 1.01 - Alea jacta est: 22/12/2005 (730.000 espectadores y 4,1% de Cuota de pantalla)
- 1.02 - Horror vacui: 29/12/2005 (793.000 espectadores y 4,4% de Cuota de pantalla)
- 1.03 - Dos vidas: 05/01/2006 (570.000 espectadores y 3,7% de Cuota de pantalla)
- 1.04 - Swingers: 12/01/2006 (890.000 espectadores y 4,7% de Cuota de pantalla)
- 1.05 - Fuera hace frío: 26/01/2006 (537.000 espectadores y 3,0% de Cuota de pantalla)
- 1.06 - Buenas razones: 02/02/2006 (638.000 espectadores y 3,4% de Cuota de pantalla)
- 1.07 - La manzana podrida: 09/02/2006 (745.000 espectadores y 4,1% de Cuota de pantalla)
- 1.08 - M.G.M.: 16/02/2006 (802.000 espectadores y 4,4 de Cuota de pantalla)

La audiencia media de la serie ha sido de 713.000 espectadores y 4,0% de Cuota de pantalla.
- Datos: Q5652996